# La Blonde incendiaire
Pour plus de détails, voir Fiche technique et Distribution.
La Blonde incendiaire (Incendiary Blonde) est un film musical américain de George Marshall sorti en 1945. Il est basé sur la vie de Texas Guinan, chanteuse et tenancière de cabarets dans les années 1920.

## Synopsis
Un garçon manqué, Mary Louise Texas Guinan, trouve un emploi dans un spectacle de l'Ouest sauvage après avoir prouvé qu'elle pouvait monter un rodéo. Le nouveau propriétaire du rodéo est Romero Bill Kilgannon, qui double le salaire de Texas après qu'elle a sauver la vie d'un enfant dans un wagon coincé lors d'un spectacle.
Tim Callahan arrive, cherchant à obtenir un emploi d'attaché de presse pour le spectacle en promettant de ne pas dire ce qu'il a découvert, à savoir que l''héroïsme de Texas était une mise en scène, avec un nain se faisant passer pour l'enfant en danger.
Texas envoie de l'argent à sa famille démunie et Tim tombe amoureux d'elle, mais elle lui préfère Bill, ignorant qu'il est déjà légalement lié à une épouse. Tim finit par épouser Texas et promouvoir sa nouvelle carrière sur scène à New York.
Bill essaie de faire des films à Hollywood, mais les choses tournent mal. Une connaissance du gangstérisme, Joe Cadden, prend le contrôle de la boîte de nuit de Nick the Greek à New York et finit par faire de Texas sa tête d'affiche. Sa renommée grandit mais une querelle se développe entre Cadden et deux autres racketteurs, les frères Vettori, qui conduit à un bain de sang et à des menaces contre Texas et Tim.
Bill lui sauve la vie, mais il est arrêté et condamné à la prison. Sa propre femme décède, ce qui le rend libre de se remarier mais Texas a découvert qu'elle est atteinte d'une maladie inopérable et qu'elle mourra avant que Bill puisse sortir de prison.

## Fiche technique
- Titre : La Blonde incendiaire
- Titre original : Incendiary Blonde
- Réalisation : George Marshall
- Scénario : Claude Binyon et Frank Butler
- Musique : Robert Emmett Dolan
- Photographie : Ray Rennahan
- Montage : Archie Marshek
- Société de production : Paramount Pictures
- Pays de production :  États-Unis
- Genre : Biopic
- Durée : 113 minutes
- Dates de sorties : 
  - États-Unis : 31 août 1945
  - France : 14 mai 1947

## Distribution
- Betty Hutton : Texas Guinan
- Arturo de Córdova
- Charles Ruggles
- Albert Dekker
- Barry Fitzgerald
- Mary Philips
- Bill Goodwin
- Eduardo Ciannelli
- Maurice Rocco
- Billy Bletcher

Acteurs non crédités
- Davison Clark
- Catherine Craig
- Billy Curtis
- Tom Fadden
- John Hamilton
- Arthur Loft
- Edmund MacDonald
- Edmund Mortimer
- Edwin Stanley
- Jean Willes
- Charles C. Wilson